# 45.º Distrito Congressional da Califórnia
O 45º Distrito Congressional da Califórnia (em inglês:  California's 45th congressional district) é um dos 53 distritos congressionais do estado norte-americano da Califórnia, segundo o censo de 2000 sua população é de 639.088 habitantes, sua área é de 6.062 km.